# انتخابات سراسری آفریقای جنوبی ۱۹۴۸
انتخابات سراسری ۱۹۴۸ آفریقای جنوبی ۲۶ مه ۱۹۴۸ برگزار شد. این انتخابات نقطه عطفی در تاریخ این کشور بود، زیرا علیرغم دریافت کمتر از نیمی از آرا، توسط حزب متحد (UP) و جان اسماتس نخست‌وزیر و رهبر حزب، توسط حزب ملی متحد (HNP) به رهبری دانیل فرانسوا مالان از قدرت کنار رفتند.
در طول مبارزات انتخاباتی، هر دو حزب UP و HNP با احزاب کوچکتر ائتلاف کردند. UP با حزب چپ کارگر همسو بود، در حالی که حزب آفریکانر با اتحاد با HNP به دنبال پیشبرد حقوق آفریکانرها بود. با قوانین مربوط به الزامات حق رای، تعداد بسیار کمی از افراد رنگین‌پوست و آسیایی‌تبار توانستند در این انتخابات رای دهند. در حالی که آفریقایی‌ها از اواخر دهه ۱۹۳۰ به‌طور کلی از شرکت در انتخابات منع شده بودند، البته تعداد محدودی از آفریقایی‌هایی که واجد شرایط انتخاباتی بودند که به‌طور محدود به هفت نماینده سفیدپوست «خود» رای می‌دادند.
HNP با درک اینکه بسیاری از سفیدپوستان آفریقای جنوبی احساس خطرات سیاسی از طرف سیاهپوستان می‌کنند، متعهد شد که سیاست جداسازی نژادی سختگیرانه را در همه حوزه‌های زندگی اجرا کند. ملی‌گراها این سیستم جدید سازماندهی جامعه را آپارتاید (جدایی) می‌نامیدند، نامی که با آن به‌طور جهانی شناخته شد. HNP همچنین از ترس سفیدپوستان از جنایات سیاه پوستان علیه سفید پوستان استفاده کرد، HNP به سفیدپوستان وعده داد که در مقابل جنایت و خشونت سیاهان علیه سفید پوستان امنیت بیشتری داشته باشند.
برخلاف مرامنامه ثابت و مشخص حزب ملی متحد (HNP)، حزب متحد (UP) از مفاهیم مبهم ادغام آهسته گروه‌های نژادی مختلف در آفریقای جنوبی پشتیبانی می‌کرد. علاوه بر این، نارضایتی سفیدپوستان از مشکلات داخلی و اقتصادی در آفریقای جنوبی پس از جنگ جهانی دوم، سازمان دهی برتر HNP، و نابرابری انتخاباتی که به نفع مناطق روستایی بود (جایی که HNP به‌طور سنتی قوی‌تر بود) همگی چالش‌های مهمی برای نامزدهای حزب UP بودند.
این انتخابات سرآغاز ۴۶ سال حکومت حزب ملی متحد در آفریقای جنوبی شد.

## نتایج
حزب HNP و Afrikaner با هم ۷۹ کرسی مجلس را در مقابل مجموع ۷۴ کرسی حزب UP و حزب کارگر به دست آوردند. با توجه به سیستم رأی‌گیری نخست‌گزینی، HNP کرسی‌های بیشتری را به دست آورد، حتی اگر UP بیش از یازده درصد رای بیشتری کسب کرد. ائتلاف ناسیونالیست متعاقباً یک دولت جدید تشکیل داد و عصر آپارتاید رسمی و قانونی را آغاز کرد. در سال ۱۹۵۱، حزب HNP و Afrikaner ادغام شدند و به نام حزب ملی دوباره برگشتند.
|                                  |                        |           |        |        |     |
| حزب                              | حزب                    | آراء      | ٪      | کرسی‌ها | +/– |
|                                  | حزب متحد               | ۵۲۴٬۲۳۰   | ۴۹٫۱۸  | ۶۵     | –۲۴ |
|                                  | حزب متحد ملی           | ۴۰۱٬۸۳۴   | ۳۷٫۷۰  | ۷۰     | +۲۷ |
|                                  | حزب آفریکانرها         | ۴۱٬۸۸۵    | ۳٫۹۳   | ۹      | +۹  |
|                                  | حزب کارگر              | ۲۷٬۳۶۰    | ۲٫۵۷   | ۶      | –۳  |
|                                  | مستقل                  | ۷۰٬۶۶۲    | ۶٫۶۳   | ۰      | –۲  |
| نمایندگان بومی                   | نمایندگان بومی         |           |        | ۳      | ۰   |
| کل                               | کل                     | ۱٬۰۶۵٬۹۷۱ | ۱۰۰٫۰۰ | ۱۵۳    | ۰   |
|                                  |                        |           |        |        |     |
| آراء معتبر                       | آراء معتبر             | ۱٬۰۶۵٬۹۷۱ | ۱۰۰٫۰۰ |        |     |
| آراء نامعتبر/سفید                | آراء نامعتبر/سفید      | ۰         | ۰٫۰۰   |        |     |
| کل آراء                          | کل آراء                | ۱٬۰۶۵٬۹۷۱ | ۱۰۰٫۰۰ |        |     |
| رأی‌دهندگان ثبت‌نام کرده           | رأی‌دهندگان ثبت‌نام کرده |           | –      |        |     |
| منبع: African Elections Database |                        |           |        |        |     |